# Ar-Ras al-Ahmar (Syria)
Ar-Ras al-Ahmar (arab. الرأس الأحمر) – wieś w Syrii, w muhafazie Aleppo, w dystrykcie Afrin. W 2004 roku liczyła 268 mieszkańców.